# 六入
| ウィキペディアには「六入」という見出しの百科事典記事はありません（タイトルに「六入」を含むページの一覧/「六入」で始まるページの一覧）。 代わりにウィクショナリーのページ「六内入処」が役に立つかもしれません。 |